# Intoxicated
『Intoxicated』(イントキシケイティッド)は、柴咲コウの配信限定シングルで、柴咲コウとJuno Reactor名義での発売となっている。また、CDシングルとして発売されたものに関しても、こちらに表記する。

## 解説
本作はかねてより、柴咲がコラボレーションをすることを熱望していたと言うJuno Reactorとのコラボレーションによる楽曲であり、本作は10月23日に本楽曲がiTunes storeにて先行配信され、通常の配信限定シングルとして、11月13日に発売がなされた。
本作は、ローソン、HMV限定で発売されていたCDシングルに、「Intoxicated(Jazzin' Park Remix)」を追加収録された形となった。「Intoxicated(Jazzin' Park Remix)」は、柴咲が出演したミズノランニング『ミズノランニング PEACEFUL WORLD篇』のCMソングとしてのタイアップが着いている。

## 収録曲
1. Intoxicated (Radio Edit)
作詞・作曲：Megan Shenton、Scarlet Watkins、Ben Watkins
2. Intoxicated (Juno Reactor & Dino Remix)
3. Intoxicated (Jazzin'park Remix)

## Intoxicated (CDシングル)
『Intoxicated』(イントキシケイティッド)は柴咲コウとJuno Reactorによるコラボレーション・シングル

### 解説
本作は8月7日に、柴咲とJuno Reactorがコラボし、一夜限りのライブ『HMV THE 2MAN 柴咲コウとJuno Reactor』の開催を記念して発表されたものであり、3日後の8月10日にローソン、HMVのみで数量限定盤が発売された。
柴咲は今回のコラボに関して「Juno Reactorは、私が18歳の時から好きでして、彼らユニットの紡ぎ出す音楽はいつも私に力を与えてくれていました。今回のコラボは本当に夢のような一時になることは間違いありません。」とコメントしている。
Juno Reactorのメンバーの一人でもあるBen Watkinsは「今回の柴咲コウとJuno Watkinsの音楽の融合は互いの底力を余すことなく解放し、この星で最もエキサイティングな音楽を放つことが出来るであろうと確信しています。」とコメントしている。

### 収録曲
1. Intoxicated (RadioEdit)
2. Intoxicated (Juno Reactor & Dino Remix)